# Wasted Years
Wasted Years (с англ. — «Пропавшие впустую годы») — четырнадцатый сингл британской хеви-метал-группы Iron Maiden и первая песня в истории Iron Maiden, написанная целиком гитаристом группы Эдрианом Смитом, в которой он также исполнил партию бэк-вокала. Первый сингл, выпущенный в поддержку альбома Somewhere in Time, и единственная песня на альбоме, записанная без использования синтезаторов.

## Wasted Years
Wasted Years была записана во второй половине 1986 года, когда и записывался весь альбом Somewhere in Time. Автором как музыки, так и текста является Эдриан Смит: полугодовой перерыв между турне World Slavery Tour и сессией записи нового альбома позволил гитаристу сосредоточиться на творчестве и впервые самостоятельно подготовить тексты. Ранее Смит всегда писал в соавторстве, в основном с Брюсом Дикинсоном, который и отвечал за текстовую часть.
Песня написана в тональности ми минор. Wasted Years рассматривается как наиболее доступная для широкой публики, мейнстрим-песня Iron Maiden. Она легче и музыкально, и лирически чем всё остальное творчество группы . Через проблемы в жизни участников группы — взаимная отчуждённость, тоска по дому, усталость, личные сложности — связанные с пребыванием в долгом, почти годовом турне, в лирике песни поднимаются вопросы как о бесцельно потраченных годах в жизни каждого человека, так и о том, что не нужно из-за них переживать, и осознать что лучшее время, «Золотые годы» — это настоящее время.
Эдриан Смит исполнил в песне партию бэк-вокала и сыграл гитарное соло. Wasted Years постоянно исполняется группой вживую, и наряду с ещё двумя песнями с альбома (Stranger in a Strange Land и Heaven Can Wait), входила в сет-лист более чем двух туров: всего в шести.
На песню снят видеоклип: в чёрно-белом изображении кадры из записи песни в студии перемежаются концертными выступлениями и событиями за сценой, снятыми в ходе предыдущего мирового турне Iron Maiden.
Сингл достиг 18 места в UK Singles Chart.

## Сторона B сингла
Авторство песни Reach Out принадлежит Дэйву Коулвеллу, старому приятелю Эдриана Смита по группе Urchin.
После мирового турне World Slavery Tour группа устроила себе полугодовой отпуск. Барабанщику группы Нико МакБрэйну стало скучно в отпуске и он арендовал небольшую студию, где он мог заниматься на ударной установке. Он пригласил для совместного времяпрепровождения Эдриана Смита, а тот, в свою очередь, двух приятелей по группе Urchin — Дэйва Коулвелла и Энди Барнетта . Они назвали свой коллектив The Entire Population of Hackney и записали несколько песен, в том числе и эту.
Затем Эдриан Смит принёс эту запись в студию Iron Maiden, и группа записала её в своём исполнении. Партию вокала исполнил Эдриан Смит, а бэк-вокалистом выступил Брюс Дикинсон.
Музыка песни Sheriff of Huddersfield частично заимствована из песни Life in the City, когда-то написанной группой Urchin, но текст к песне был подготовлен совсем иной. Незадолго до того, как Iron Maiden записали эту песню, менеджер группы Роб Смоллвуд, уроженец Уэст-Йоркшира (там и расположен Хаддерсфилд) решил переехать в Калифорнию. Лишившийся привычных удовольствий в виде регби, футбола и английского пива, Роб Смоллвуд нередко жаловался на жизнь в Лос-Анджелесе, и группа посвятила песню этому периоду в жизни менеджера. В песне даже имеется фрагмент речитатива, исполненный с йоркширским акцентом. Эту шутку группа держала в секрете вплоть до выхода сингла. Роб Смоллвуд отметил: «Ясно, что текст — это абсолютная неправда и сплошная несправедливость, и я всё ещё собираюсь вчинить громадный иск. Но надо сказать, что Хаддерсфилд — действительно чудесное место».

## Конверт
Конверт, как обычно для того времени Iron Maiden, иллюстрировал художник Дерек Риггс. Он назвал задачу странной и сложной, поскольку сингл выходил до альбома, и было рано раскрывать «что мы сделали с Эдди на этот раз». С другой стороны, нельзя было обойтись и «пятью парнями с гитарами», что могло в сочетании с названием сингла («Пропавшие впустую годы») вызвать нежелательные ассоциации. Поэтому было принято решение изобразить Эдди лишь немного отразившегося в дисплее.
На картине изображена панель управления ТАРДИС — машиной времени и космическим кораблём из британского телесериала «Доктор Кто», во время полёта в космическом пространстве под управлением Эдди, отражающимся на мониторе. На мониторе также высвечивается собственно название сингла и строчки из заглавной песни: «Не трать своё время, изучая те пропавшие впустую годы». В сюжете картины есть отсылки к более ранним произведениям художника и группы: озеро огня и цифры 666 (The Number of the Beast), пирамиды на закате, время 23:58 (2 Minutes to Midnight), кладбище в лунном свете (Live After Death). На четвёртом дисплее изображено футбольное поле, что отражает общее увлечение членов группы этой игрой. Традиционный логотип художника расположен на одном из могильных камней на кладбище.

## Список композиций
Сторона «А»
- «Wasted Years» (Смит) — 5:04

Сторона «B»
- «Reach Out» (Дэйв Коулуэлл[англ.]) — 3:31
- «Sheriff of Huddersfield» (Iron Maiden) — 3:35

## Участники
- Брюс Дикинсон — вокал (1,3), бэк-вокал (2)
- Стив Харрис — бас
- Эдриан Смит — гитара, бэк-вокал (1), вокал (2)
- Дейв Мюррей — гитара
- Нико МакБрэйн — ударные